# I'm Already There
I'm Already There è il quinto album in studio del gruppo di musica country statunitense Lonestar, pubblicato nel 2001.

## Tracce
1. Out Go the Lights (Brett Beavers, Steve Bogard, Richie McDonald) – 3:56
2. Unusually Unusual (Mark McGuinn) – 3:36
3. Not a Day Goes By (Maribeth Derry, Steve Diamond) – 4:08
4. I Want to Be the One (Chuck Cannon, Gary Nicholson, Lari White) – 3:56
5. With Me (Brett James, Troy Verges) – 3:53
6. Without You (Anthony Smith, Bobby Terry) – 4:13
7. I'm Already There (Gary Baker, Frank J. Myers, McDonald) – 4:13
8. Let's Bring It Back (Annie Roboff, Jeffrey Steele) – 3:09
9. Must Be Love (Greg Barnhill, Jon McElroy) – 3:14
10. Softly (Holly Lamar, Roboff) – 4:06
11. Every Little Thing She Does (Al Anderson, Bob DiPiero, Steele) – 3:13
12. Like a Good Cowboy (Barnhill, Lamar) – 3:55